# Zygmunt Wyleżyński
Zygmunt Wyleżyński herbu Trzaska – podczaszy wołyński w latach 1636–1649.
Deputat województwa wołyńskiego na Trybunał Główny Koronny w 1646/1647 roku. Był elektorem Jana II Kazimierza Wazy.